# Зорій Балаян
Зорій Айкович Балаян (вірм. Զորի  Բալայան, *10 лютого 1935 р., Степанакерт, НКАО, Азербайджанська РСР) — вірменський мандрівник, письменник, політичний і громадський діяч, співголова Міжнародної екологічної організації «Байкальський рух». Почесний громадянин Єревана.

## Біографія
Батько був головою виконкому Гадрутського району Нагірного Карабаха. У 1937 році він як «ворог народу» був засуджений за 58-ю статтею і засланий в Автономну Республіку Комі, де і був убитий в 1939 році. Мати, як член сім'ї зрадника Батьківщини в 1943 році була заслана до ГУЛАГу. Зорій з молодшим братом Борисом залишилися жити у сестри батька.
Середню школу закінчив у 1953 році. Ще в старших класах він на конкурсі силачів удостоївся звання чемпіона Нагірно-Карабаської області та Азербайджану.
У 1953 році поступив у військово-морське училище в місті Пушкіні Ленінградської області. На другому курсі його відрахували за політичними мотивами. Відслуживши 4 роки на флоті, Зорій в 1957 році повернувся до Степанакерта, а потім поїхав до матері в Андижан, де вона оселилася після звільнення. Тут він вступив в місцевий медичний інститут, але незабаром перевівся в Рязанський медичний інститут.
Після закінчення інституту працював на Камчатці спортивним лікарем в обласному диспансері лікувальної фізкультури та одночасно лікарем-терапевтом у відомчій лікарні Товариства водників. Писав вірші й оповідання, в основному на медичні теми, для різних далекосхідних газет, а в подальшому і для «Известий», «Комсомольської правди», «Советского спорта», «Літературної газети», «Літературної Росії», «Смены», «Нашего современника», «Нового мира», «Советской женщины», «Работницы» та ін.
в 1969 році у Вірменії виходить у світ вірменською мовою перша книга Балаяна «Жменя бурштину», а слідом за нею і друга — «Шапка Гіппократа».
За результатами подорожей у 1960-ті роки Камчаткою, крім десятка статей у періодиці, написав книгу «Червона Яранга», основна частина якої під заголовком «Сутичка» вийшла в світ у Вірменії. Друга книга була опублікована у видавництві «Молода гвардія» і удостоїлася літературної премії імені Миколи Островського.
Через тривалі відрядження став професійним мандрівником. Здійснив з двома друзями багатомісячний безпрецедентний перехід від Тихого океану до Атлантики на саморобних човнах по внутрішнім водним артеріям — річках, морях, озерам, водоймищам — Азії та Європи. За свідченням авторитетного журналу «Катери і яхти», це було перша подібна подорож у світі. Також він організував чотиримісячний перехід на собачих і оленячих упряжках, який взяв старт з півдня Камчатки і завершився біля берегів Північного Льодовитого океану, повторивши історичний маршрут дослідників Крайньої Півночі. Підсумком всіх подорожей Балаяна ставали книги.
Після десятирічної роботи на Крайній Півночі в 1973 році переїхав до Вірменії. У Єревані працював у Республіканському диспансері лікувальної фізкультури і одночасно співпрацював у «Медичній» і «Літературній» газетах. Незабаром повністю присвятив себе літературній роботі. Автор більше ніж 50 книжок.
У 1989 — був обраний депутатом Національної Ради НКАО. Був народним депутатом СРСР і народним депутатом НКР, співголовою Міжнародної екологічної організації «Байкальський рух».

## Політичні погляди
Особливу популярність принесло есе «Очаг», присвячене історії Вірменії, і видане окремою книжкою у 1981 р. В есе, зокрема, наголошувалося на вірменську ідентичність Нагірного Карабаху і вірменська історична приналежність Нахіджевану. «Я зустрів схід на березі Араксу. Ми розмовляли з вірменської річкою вірменською мовою», писав З. Балаян. І хоча книга була написана в догорбачевську епоху, Балаян називав турків — у тому числі і азербайджанців — «ворогами» Росії та Вірменії. Книжка викликала бурю протестів в Азербайджані — на що автор, на думку де Ваала, і розраховував. Сабір Рустамханлі, Мірза Ібрагімов і інші видні представники інтелігенції Азербайджану опублікували статті, в яких висловили своє обурення.
Згодом став одним з лідерів карабаського руху. Як лідер, він разом з поетесою Сільвою Капутікян 26 лютого 1988 р (невдовзі після постанови Облради НКАО про возз'єднання з Вірменією) зустрічався з Михайлом Горбачовим, сподіваючись умовити його вирішити карабаське питання.
У 1993 році підписав «Лист 42-х».
Згідно з Томасом де Ваалом, був одним з головних ідеологів руху за приєднання Карабаху до Вірменії. В інтерв'ю, даному в 2000 році, він переконано вибудував у ланцюг доказів існування пантюркістських загроз, настільки різні події, як Геноцид вірмен 1915 року, правління азербайджанського президента Алієва і недавнє вбивство в Стамбулі двох британських футбольних уболівальників фанатами турецької команди.

## Спортивна діяльність
Майстер спорту СРСР з двох видів спорту: важкої атлетики і зі далекого спортивного плавання на спортивних човнах. Суддя всесоюзної категорії. Заслужений майстер спорту Вірменії (зі значком під № 1). Крім того він — один із засновників Єреванської спортивної школи олімпійського резерву самбо і дзюдо, перший президент Федерації самбо Вірменії (в останні роки — почесний президент), нагороджений кількома медалями та грамотами Міжнародної федерації самбо.

## Нагороди
- лауреат Державної премії Вірменії,
- лауреат премії Спілки журналістів СРСР,
- лауреат премії імені Миколи Островського,
- лауреат премії Єгіше,
- лауреат премії «Літературної газети»,
- лауреат премії Спілки журналістів Вірменії.
- медаль відмінника Міністерства охорони здоров'я СРСР,
- орден Мовсеса Хоренаці (Вірменія),
- орден «За мужність» (Нагірно-Карабаська республіка),
- орден «За заслуги перед Вітчизною» (Нагірно-Карабаська республіка),
- орден Григора Лусаворича (Нагірно-Карабаська республіка),
- медаль Героя Арцаха «Золотий орел» (Нагірно-Карабаська республіка),
- медаль «Спарапет» (Нагірно-Карабаська республіка),[6]
- орден «Месроп Маштоц» (Нагірно-Карабаська республіка).[7]
- Орден Святого Месропа Маштоца (Вірменія).[8]